# 4559 Штраус
4559 Штраус (4559 Strauss) — астероїд головного поясу, відкритий 11 січня 1989 року.
Тіссеранів параметр щодо Юпітера — 3,209.